# Шеннон Перрі
Шеннон Перрі (англ. Shannon Parry; нар. 27 жовтня 1989) — австралійська регбістка, олімпійська чемпіонка 2016 року.

## Виступи на Олімпіадах
| Олімпіада           | Дисципліна | Місце |
| ------------------- | ---------- | ----- |
| Ріо-де-Жанейро 2016 | регбі-7    | 1     |

## Зовнішні посилання
- Шеннон Перрі — олімпійська статистика на сайті Sports-Reference.com (англ.) (архівна версія)